# Villanueva de Campeán
Villanueva de Campeán község Spanyolországban,  Zamora tartományban. Villanueva de Campeán Casaseca de Campeán, Corrales del Vino, Cabañas de Sayago és Pereruela községekkel határos. Lakosainak száma 117 fő (2024).

## Népesség
A település népessége az utóbbi években az alábbiak szerint változott:
| Lakosok száma | 192  | 168  | 146  | 147  | 143  | 129  | 116  | 112  | 119  | 117  |
|               | 2001 | 2004 | 2007 | 2009 | 2012 | 2014 | 2017 | 2019 | 2022 | 2024 |